# Cowal-Goldmine
Die Cowal-Goldmine befindet sich in New South Wales, Australien, ungefähr 32 Kilometer nördlich von West Wyalong und 350 Kilometer westlich von Sydney. Das Bergwerk liegt am westlichen Ende des Lake Cowal.
Betrieben wird das Bergwerk von Barrick Gold als Tagebau in traditioneller Abbautechnik mit Sprengung, Zerkleinerung und Cyanidlaugung.
Jahrelang protestierten Aborigines der Wiradjuri gegen den Bergbaubetrieb auf ihrem traditionellen Land und konnten erst 2009 erreichen, dass die beantragte Erweiterung des Abbaus von Barrick Gold vor dem Umweltgericht in New South Wales untersagt wurde.

## Geschichte
Bohrungen zur Erkundung des Erzvorkommens wurden auf der Westseite des Lake Cowal seit 1981 unternommen. Von 1988 bis 1994 konnte der E 42 (Erzkörper 42) erkundet werden und es wurde erkannt, dass er sich wirtschaftlich zum Abbau eignet. 1999 begannen die Vorbereitungsarbeiten für eine Bergwerksanlage durch die Homestake Mining Company. Barrick Gold übernahm das Bergwerksgelände von Homestake im Jahr 2001. Barrick begann mit dem Aufbau des Bergwerks 2004, das 2006 in Betrieb ging. Ende 2003 betrug das geschätzte goldhaltige Gesteinsvolumen 63,6 Millionen Tonnen mit 1,19 Gramm/Tonne Gold, bzw. 76 Tonnen Gold und 47,53 Millionen Tonnen mit 1,04 Gramm/Tonne Gold, bzw. 49 Tonnen Gold.
Der Tagebau erstreckt sich über etwa 100 ha und erreicht eine Tiefe von 325 Metern. Zur Energieversorgung der Anlage, die Gold aus dem Gestein trennt, führt von Temora eine 100 Kilometer lange 132 KV-Leitung zum Bergwerk. Für die Wasserversorgung zur Cyanidlaugung führt eine Pipeline zur Anlage.

## Geologie
Lake Cowal liegt im Lachlan-Fold-Gürtel. Der Erzkörper des vulkanischen Lake-Cowal-Komplexes wird von einer 30 m mächtigen Sedimenten überlagert. Die Mineralisation fand einem komplexen geologischen Gebiet statt, das von Vulkanen und magmatischen Intrusionen verändert wurde. Die Goldmineralisation fand in quarz-karbonat-sulfidhaltigen Lagen und Adern statt. Die größten Goldgehalte erstrecken sich in Adern, die in Nordsüdrichtung führen. Die Mineralisation der Sulfide beinhaltet Pyrit, Sphalerit, Chalkopyrit, Pyrrhotin und Galenit.

## Goldproduktion und Cyanidlaugung
Zerkleinern und Mahlen des Erzes zur Gewinnung des Goldes findet nach dem Abbau statt. Die Trennung von Gestein und Gold geschieht durch Schwerkraft und durch das Carbon-In-Leach-Verfahren, ein Verfahren durch Cyanidlaugung unter Beteiligung von Aktivkohle. Dies ist der Stand der industriellen Produktionstechnik für Gold.
Im Prozess der Cyanidauslaugung wird Gold chemisch in hochgiftigen Sickerwässern gebunden. Nach Filtration und Ausfällung entsteht brauner Schlamm, aus dem nach Waschen und Trocknen durch Reduktion Rohgold wird. In diesem Prozess entstehen Blausäure und Cyanide, die trotz Wiederverwendung der Lauge in die Umwelt entweichen können. Alle in diesem Prozess entstehenden Stoffe sind giftig. Diese werden zwar leicht in der Natur zersetzt und abgebaut, dennoch können die  entstehenden großen Abraumhalden und Cyanid-Stäube durch Wind und Wasser unkontrolliert verteilt werden, Giftstoffe unkontrolliert in die Umwelt gelangen und schwere ökologische Schäden verursachen.

## Umwelt und Aborigines
Barrick Gold hält Bergbaurechte über ein Gebiet von 26,5 km² im traditionellen Land des Stamms der Aborigines der Wiradjuri am Lake Cowal, das sie als ihr Sacred Heartland (deutsch: Geheiligtes Herzland) begreifen. Aborigines, die früher vor allem an den Ufern des Sees lebten, beklagen, dass der Bergbau bereits einige ihrer heiligen Ort zerstört habe. Während Barrick lediglich die Vorteile des Bergwerks für die Aborigines hervorhebt und betont, die in der Beschäftigung, Ausbildung und weiteren Maßnahmen, wie dem Bau von Stätten der Erinnerung, liegen, beklagt der Elder Neville Williams seit mehr als zehn Jahren nicht nur gegen die Zerstörung ihrer Stätten und Landschaften, sondern klagt auch vor dem Environment Court (deutsch: Umweltgericht) gegen den Bergbau mit Cyanidlaugung und die möglicherweise daraus resultierenden Folgen. Ferner kritisiert er den Transport von jährlich 6090 Tonnen toxischen Cyanid vom 2000 Kilometer entfernten Gladstone auf öffentlichen Straßen und der Veränderung der Natur durch die große Wasserentnahme, sondern fordert die Regierung zum Handeln auf. Es gibt immer wieder Proteste, derjenige aus dem Jahr 2008 ist besonders dokumentiert, als ein Protestlager aufgebaut wurde.
Der Lake Cowal ist der größte Binnensee von New South Wales, er ist ein bedeutendes und empfindliches Feuchtgebiet und Vogelschutzgebiet; er ist sowohl im Register of the National Estate und als Landscape Conservation beim National Trust of Australia eingetragen. Der See wird vom Bland Creek und gelegentlich vom Lachlan River gespeist und ist alle sieben bis zehn Jahre gefüllt.
Der Bergbau lagert den bei der Goldproduktion entstehenden Schlamm etwa 3,5 Kilometer vom Ufer des Cowal Lake hinter einem Damm ab, der als Erdwall ausgebildet ist. Das erforderliche Wasser zur Cyanidlaugung wird dem Bland-Creek-Paleochannel-Bohrfeld entnommen, das 20 km östlich der Goldmine liegt. Die tägliche Wasserentnahme beträgt 17.000 Kubikmeter.
Gegen den Goldbergbau hat sich eine breite Koalition von über 40 Gruppen, darunter Friends of the Earth Australia, Nature Conservation Council, Birds Australia, Central West Environment Council, Mineral Policy Institute und The Greens in New South Wales gebildet.
Nach einem Dammbruch auf dem Bergwerksgelände im Jahr 2008, erreichten die Aborigines 2009 vor Gericht, dass eine durch Barrick geplante weitere Ausweitung des Abbaugebiets untersagt wurde.

## Produktions- und Beschäftigungszahlen
2011 produzierte die Cowal-Goldmine 269.000 Unzen zu Kosten je Unze zu US$535. Die Goldreserven in der Lagerstätte wurden im 31. Dezember 2011 auf 2,2 Millionen Unzen geschätzt. Die 2008 untersagte Erweiterung des Bergbaus plante einen zusätzlichen Abbau von etwa 2,7 bis 3,5 Millionen Unzen Gold.
Zwischen 2004 und bis zum April 2006, in der Phase der Vollauslastung, waren im Bergwerk 700 Personen beschäftigt, derzeit sind es 250.